# Julia Stegner
Julia Stegner (Múnich, Baviera; 2 de noviembre de 1984) es una modelo y activista alemana, quien en la actualidad es embajadora de Unicef.

## Primeros años
Stegner, hija de Günter Stegner, CEO de LSI Corporation, y Erika Stegner, una contable. Creció junto a su hermana Jeanette, quien en la actualidad trabaja en la producción de películas. Durante siete años fue niña modelo, apareciendo en comerciales y catálogos para niños, estudiando danza al mismo tiempo. Descubrió su pasión por el baloncesto en el colegio, y se unió a un club en Múnich.
Poco antes de su decimoquinto cumpleaños , cuando celebraba el Oktoberfest en su localidad, fue descubierta por Louisa von Minckwitz de Louisa Models. Tilla Lindig, una marca de costuras con sede en Múnich y Londres como también la diseñadora de Claudia Schiffer, fueron los primeros en contratarla. A pesar de que tenía pensado estudiar contabilidad después del colegio, Stegner finalmente decidió mudarse a París para seguir una carrera como modelo.

## Carrera
En París, hizo su primera gran portada de revista, para Elle en diciembre de 2002. Firmó un contrato con Supreme Management y, después de cuatro meses, abrió la temporada otoño 2003 del evento de Yves Saint Laurent. En 2003, hizo campañas para Strenesse y Sportmax, aparte de otras, y apareció en la portada de la Vogue francesa, italiana, nipona y alemana.
Hacia el verano de 2004, había realizado campañas publicitarias para Celine, Yves Saint Laurent, Dolce & Gabbana, Ralph Lauren, y Christian Dior. Ha sido la imagen de Hugo Boss por varios años. Stegner apareció en la campaña de 2005 para la marca francesa Chloé y en eventos como los de Anna Sui, Shiatzy Chen, Lanvin, Gucci, Versace y Valentino. Ha aparecido también en los Victoria's Secret Fashion Show de 2003, 2005, 2006, 2007, 2008, 2009, 2010 y 2011.
También modeló para el calendario Pirelli en 2005, donde apareció semi-desnuda.
Ha sido el rostro de Aquascutum, Guerlain, KissKiss, Hugo Boss y Femme. En 2008, se convirtió en el rostro de Maybelline, repitiendo en 2011. También fue el rostro de Gianfranco Ferré.  En 2009 se convirtió en la nueva cara de las campañas de Mercedes Benz.
En 2012 fue por tercera vez rostro de Maybelline apareciendo en el catálogo de la marca y en sus campañas. También modeló en anuncios de Bally, Jones New York, Kenneth Cole, Carolina Herrera, Reserved, Banana Republic y Coach. Desfiló para Zac Posen. Apareció en la Vogue alemana, Harper's Bazaar Reino Unido, Harper's Bazaar Corea, W Magazine, KaDeWe Magazine y Elle Francia.
En 2013 desfiló para Tom Ford, Balenciaga y Brian Atwood. Hizo anuncios para El Libro Amarillo, El Palacio de Hierro, Filippa K y Maybelline. Apareció en Elle Suecia, W Magazine, Vogue Australia, Vogue Italia, Grazia Alemania, Purple Fashion, Vogue España, Rag & Bone y 25 Magazine.
En 2014 apareció en anuncios de Chloe, LOFT, Escada, H&M, Bucherer, L'Oréal y realizó trabajo editorial en Vogue Japón, Vogue Alemania y Vogue Italia. En 2015 apareció en un anuncio de White House Black Market. En 2016 posó para revista Bad Harbour, Vogue China, Vogue Estados Unidos, Numéro Berlín, Telegraph Luxury, Elle Alemania y The Edit. Desfiló para Versace.
En 2017 posó para Unconditional Magazine, Glass Magazine, Harper's Bazaar Reino Unido, The Sunday Times Style Magazine, Porter Magazine, Elle Alemania. En 2018 apareció en un anuncio de St. John y desfiló para Bottega Veneta.